# Barwick (Somerset)
Pour les articles homonymes, voir Barwick.
Barwick est une paroisse civile et un village du Somerset, en Angleterre.